# Gatunguru (vattendrag i Burundi, Kirundo)
Gatunguru är ett vattendrag i Burundi.   Det ligger i provinsen Kirundo, i den norra delen av landet, 120 kilometer nordost om huvudstaden Bujumbura.
Omgivningarna runt Gatunguru är en mosaik av jordbruksmark och naturlig växtlighet. Runt Gatunguru är det tätbefolkat, med 411 invånare per kvadratkilometer.